# Otis (Prison Break)
Pour les articles homonymes, voir Otis.
Otis est le vingt-quatrième épisode du feuilleton télévisé Prison Break et le deuxième épisode de la deuxième saison.

## Résumé
L'agent Alexander Mahone s'assoit dans son jardin tandis qu'il parle à l'agent Ives au téléphone de la sécurité des frontières canadiennes et mexicaines. Le FBI met l'équipe pénitentiaire hors jeu pour la traque des fugitifs.
Assis sur un banc dans un parc, Michael Scofield lit un journal qui a en Une: « Manhunt For Fox River Eight » (« Chasse à l'homme pour les "Huit de Fox River" »). Il espionne également un homme qui décharge de sa voiture des boîtes contenant des aliments. Il lui dérobe discrètement un panier de pique-nique et retourne à l'endroit où se cachent Lincoln Burrows, Fernando Sucre, John Abruzzi et C-Note qui l'attendent anxieusement. Après avoir fini de manger, Michael leur annonce qu'il est temps de se séparer. Il donne à Sucre et C-Note un peu d'argent et seulement un dollar à Abruzzi pour téléphoner à ses amis de la Mafia. Cependant, Michael ne lui donnera pas Fibonacci. C-Note, Sucre et Abruzzi font leurs adieux aux deux frères et taillent leur propre route.
Après avoir lu un article annonçant le passage au tribunal de L.J., Lincoln décide de récupérer à tout prix son fils. Bien que Michael pense que ce ne soit pas une bonne idée, il se laisse convaincre et demande à son frère de lui dire tout ce qu'il sait sur le Palais de justice de Cook County (Illinois), où L.J. est retenu. En premier lieu, ils vont récupérer la voiture que Michael a garée en lieu sûr. Puis Lincoln téléphone à son fils, qui vient d'être interrogé par l'agent Mahone et lui dit ceci: « On the third, look out for Otis Right. Until then keep your head up. » (« Au troisième, attend Otis Droit. Jusque-là, garde la tête levée »). Cependant, cette conversation a été enregistrée par l'agent Mahone. L.J. lui déclare qu'il parlait avec son avocat Nick Savrinn, mais l'agent du FBI lui apprend que Nick a été retrouvé mort dans son appartement. Il exige de connaître la signification de ce message codé et le menace d'une peine de prison.
À la gare de St Louis (Missouri), Tweener qui a coupé ses cheveux, tente d'acheter un billet pour l'Utah. Mais, il est extrêmement nerveux et craint à tout instant d'être reconnu et arrêté. Pris de panique, il s'enfuit sans faire de réservation. Après avoir enfilé un pull volé de l'université de St Louis, il marche à travers le campus et examine des petites annonces sur un panneau d'affichage. Il finit par trouver le nom d'une étudiante, Debra Jean Belle, qui cherche quelqu'un pour partager le voyage jusqu'en Utah. Lors de leur rencontre et bien qu'elle le considère d'un air suspicieux, elle accepte sa compagnie.
Pendant ce temps, la main gauche de T-Bag a été rattachée par le Dr. Marvin Gudat. Celui-ci est assassiné sans remords par le fugitif par le biais d'une injection mortelle. T-Bag prend la jeep du vétérinaire après avoir volé ses vêtements et décoloré des cheveux. Il roule en direction de l'Utah.
Brad Bellick et Henry Pope rendent des comptes aux représentants du Département de Correction de l'Illinois au sujet de leurs tentatives infructueuses pour retrouver les évadés. Geary, qui avait été licencié quelque temps plus tôt par Pope, confirme au comité que Bellick vendait la responsabilité de la travail pénitentiaire à John Abruzzi. Après s'être concertés, les membres du comité décident finalement de suspendre le directeur Pope de ses fonctions pour sa responsabilité dans l'évasion et de renvoyer Bellick pour avoir entretenu un commerce illégal avec des repris de justice. Furieux, Pope déclare que Michael Scofield est l'unique responsable de l'évasion et donne sa démission en solidarité avec le limogeage de son subordonné. Puis, Pope retourne à son bureau pour empaqueter ses affaires. Tandis qu'il se remémore la trahison de Michael, il détruit de rage la maquette du Taj Mahal que Michael avait aidé à fabriquer comme cadeau d'anniversaire pour sa femme. Pendant ce temps, Bellick s'assoit sur son lit, prend son fusil et est sur le point de mettre fin à ses jours lorsque la voix de sa mère retentit à travers la porte. Elle l'informe que les têtes des fugitifs sont mises à prix pour un total d'un million de dollars. 
Alors que Michael trouve tout ce dont il a besoin dans une quincaillerie, Lincoln attend à l'extérieur et est remarqué par une femme qui promène son chien. Elle le reconnaît et hèle une voiture de police quand Lincoln s'engouffre à l'intérieur du magasin. Il pousse Michael vers la sortie alors qu'un officier de policier entre à son tour. Plusieurs agents de police arrivent rapidement, empêchant les deux frères de reprendre leur voiture. Michael est frustré de laisser la voiture alors que leurs affaires (y compris les faux passeports) se trouvent toujours à l'intérieur. Ils se dirigent cependant vers le Palais de justice, montent sur le toit en utilisant un escalier de secours et s'introduisent dans la cage d'ascenseurs.
Tandis que Mahone, L.J. et son gardien attendent l'ascenseur, L.J. comprend soudainement la signification du message que son père lui a laissé. « On the third » (« Au troisième ») fait référence au 3e étage du Palais de justice et « Otis Right » (« Otis droit ») l'ascenseur qu'il doit prendre. Le plan d'évasion impromptu de Michael et Lincoln ne tourne pas comme prévu lorsque Mahone, qui a également décrypté le code à la dernière seconde, intervient pour escorter L.J. personnellement. Michael et Lincoln surgissent du plafond mais sont gênés par la présence de l'agent du FBI pour attraper L.J.. Au moment où Lincoln fait accidentellement tomber son arme, Mahone appuie sur le bouton d'alarme et retient l'adolescent. L.J. demande alors à son père de le laisser. Poursuivis par la police, Michael et Lincoln s'enfuient en courant et grimpent à bord d'une camionnette. Malheureusement, Lincoln est touché à la cuisse par une balle de revolver. Au même moment, un garde confirme verbalement à L.J. qu'il est transféré au centre de détention de Kingman en Arizona.

## Informations complémentaires

### Chronologie
Les évènements de cet épisode se déroulent le 28 mai.

### Culture
- Le titre de l'épisode "Otis" fait référence au message codé donné par Lincoln à L.J. au téléphone: « On the third, look out for Otis (W)right. » (« Au troisième, attend Otis "à droite" »). Otis est le nom de la société d'ascenseurs du palais de justice.Otis est aussi le nom de l'inventeur de l'ascenseur.

### Divers
- Sarah Wayne Callies (Sara) et Paul Adelstein (Kellerman) ne jouent pas dans cet épisode, tandis que Marshall Allman (L.J.) revient après une absence de cinq épisodes. C'est la première fois que Sarah Wayne Callies n'apparaît pas.

- À la suite des évènements de l'épisode précédent, le nom de Robin Tunney (Veronica Donovan) a été supprimé du générique.

- L.J. apprend la mort de Nick Savrinn mais Lincoln ne lui dit pas que Veronica Donovan a été assassinée.

- Les évadés se séparent dans cet épisode.

- Les récompenses proposées pour leur capture constitue un total d'un million de dollars: 300 000 dollars pour Lincoln Burrows et 100 000 dollars pour chacun des autres fugitifs.